# Erwin von Mohl
Erwin von Mohl (* 2. Dezember 1839 in Tübingen; † 15. Oktober 1895 in Karlsruhe) war ein preußischer Generalmajor und zuletzt Kommandeur der 14. Artilleriebrigade.

## Leben

### Herkunft
Erwin war Angehöriger der Familie Mohl. Seine Eltern waren der Wirkliche Geheime Rat, Präsident der Oberrechnungskammer sowie Professor für Staatsrecht in Heidelberg und Tübingen, Robert von Mohl (1799–1875) und dessen Ehefrau Pauline, geb. Becher (1808–1894). Sein Bruder Ottmar von Mohl (1846–1922) wurde preußischer Diplomat, seine Schwester Anna von Helmholtz (1834–1899) wurde eine bekannte Gesellschaftsdame.

### Werdegang
Er erhielt seine Schulbildung auf dem Gymnasium in Heidelberg und auf der Oberrealschule in Stuttgart. Anschließend kam er als Kadett nach Karlsruhe und wurde nach seinem Abschluss am 9. September 1858 als Portepeefähnrich in das badische Feld-Artillerieregiment versetzt. Am 20. April 1859 kam er als Leutnant in das badische Fuß-Artilleriebataillon und am 1. Oktober 1862 in das Feldartillerieregiment. Dort wurde er am 24. Oktober 1864 zum Premier-Lieutenant befördert. Vom 1. Mai 1865 bis zum 28. Mai 1866 war er als Ordonnanzoffizier zum Großherzog Friedrich von Baden abkommandiert. Während des Deutschen Krieges kämpfte er in den Gefechten bei Tauberbischofsheim und Gerchsheim gegen die Preußen.
Nach dem Krieg wurde er vom 14. September 1867 bis zum 15. Februar 1868 zum Mitglied des Verwaltungsrats der Militärkasse ernannt. Im Anschluss war er vom 15. Februar 1868 bis zum 1. Juli 1868 zur Artillerie-Schießschule nach Berlin abkommandiert. Nach seiner Rückkehr kam er am 1. Oktober 1868 als Hauptmann in das Festungs-Artilleriebataillon. Am 10. August 1879 wurde er in den badischen Adelstand erhoben. Während des Deutsch-Französischen Krieges kämpfte er bei den Belagerungen von Straßburg und Metz. Dafür erhielt er am 27. September 1870 das Eiserne Kreuz 2. Klasse.
Nach dem Krieg und der Reichsgründung wurde die badische Armee auf Grundlage einer Militärkonvention in die preußische Armee integriert. Am 15. Juli 1871 wurde er als Hauptmann und Kompaniechef mit Patent zum 4. August 1870 in das Festungs-Artilleriebataillon Nr. 14 übernommen. Am 13. Mai 1879 wurde er zum Major befördert und am als etatmäßiger Stabsoffizier eingereiht. Anschließend wurde er am 13. Mai 1880 in das Feld-Artillerieregiment Nr. 6 versetzt, wo er Kommandeur der I. Abteilung wurde. Am 12. Februar 1881 wurde er in die I. Abteilung des Feld-Artillerieregiments Nr. 25 versetzt. Von dort kam er am 14. Oktober 1884 als Kommandeur der II. Abteilung in das 2. Garde-Feld-Artillerieregiment, aber am 18. September 1886 kam er als Kommandeur der I. Abteilung in das Feld-Artillerieregiment Nr. 25 zurück. Dort wurde er am 15. Januar 1887 zum Oberstleutnant befördert und am 15. Januar 1887 als etatmäßiger Stabsoffizier einrangiert. Am 17. April 1866 kam er als Kommandeur in das Feld-Artillerieregiment Nr. 24 und wurde dort am 22. Mai 1889 zum Oberst befördert. Am 26. Juni 1891 war er als Vertretung des Generalmajors August von Hahn in die 4. Feld-Artilleriebrigade abkommandiert. Am 16. Juli 1891 kam er dann als Kommandeur in die 4. Feld-Artilleriebrigade und dazu à la suite des Feld-Artillerieregiments Nr. 25 gestellt. Er erhielt am 19. September 1891 den Kronen-Orden 2. Klasse und am 29. März 1892 die Beförderung zum Generalmajor.
Am 28. Juli 1892 wurde er Kommandeur der 14. Artilleriebrigade. Er wurde am 14. September 1893 mit dem Roten Adlerorden 2. Klasse mit Eichenlaub ausgezeichnet, am 16. Juni 1894 wurde er dann mit Pension zur Disposition gestellt. Er starb am 15. Oktober 1895 in Karlsruhe.

### Familie
Mohl heiratete 1783 in Karlsruhe die Julie Henriette Freiin von Saint-André (1845–1927).